# مجاط (مجاط)
مجاط هي إحدى مشيخات المملكة المغربية، تتبع جغرافيا لإقليم شيشاوة وإداريًا لمجاط. يقدر عدد سكانها بـ 8724 نسمة حسب الإحصاء الرسمي للسكان والسكنى لسنة 2004.